# علي أنوزلا
علي أنوزلا من مواليد مدينة أكادير من أصول صحراوية، هو صحفي مستقل ورئيس تحرير جريدة إلكترونية مغربية بالعربية في نسختها الأولى Lakome2.com قبل منعها، لتعود للساحة الإعلامية المغربية للصدور مجددا في النسخة الثانية تحت عنوان لكم2 Lakome2.com ، عمل علي أنورزلا رئيسا لتحرير جريدة الشرق الأوسط في الرباط ومستشار للتحرير في جريدة المساء المغربية الورقية. اشتهر بمقالاته الجريئة التي تنتقد ملك المغرب محمد السادس بن الحسن، كما أن جريدته لكم.كوم كتبت مقالات تعد سابقة في تاريخ الصحافة المغربية حيث سبق له أن حملت المسؤولية الأولى للعفو الملكي عن مغتصب 11 طفل والمحكوم بثلاثين سنة إلى الملك مباشرة، كما أن علي انوزلا سبق وأن انتقد ميزانية البلاط الملكي وأعطى أرقام دقيقة حول الأموال الخيالية التي تصرف من المال العام على الملك وقصوره الكثيرة في مقال مشهور تحت اسم كلفة الملكية في المغرب، كما أنه معروف بهجومه على نظام العائلة الحاكمة في السعودية المعروف بإستبدادها ودعمها للديكتاتورية في كل أقطار الدول العربية. وهو يعتبر أحد الصحفيين البارزين الذين مروا من تجربة الاعتقال في القرن الواحد والعشرون إلى جانب الصحفي حميد المهداوي.
قامت جريدة Lakome.com الإلكترونية التي يشرف عليها بترجمة فقرات أثارت جدلا كبيرا من اللغة الفرنسية إلى اللغة العربية من أجل تعميم مضمون الكتاب على المغاربة من كتاب Le roi pédateur أي بالعربية الملك المفترس.

## مسيرته
درس الفلسفة وحصل على ديبلوم في الصحافة، اشتغل في جريدة الشرق الأوسط واستقال منها بعد حرب الخليج الثانية، ليرحل إلى فرنسا ومن بعدها تونس، ثم استقر في ليبيا ثلاثة أشهر، عمل خلالها صحافيا في وكالة الأنباء الليبية، وعاد أنوزلا مرة أخرى إلى المغرب ليشغل منصب مدير مكتب جريدة الشرق الأوسط في الرباط بين 1998-2004، ثم أسس رفقة الصحافي توفيق بوعشرين أسبوعية «الجريدة الأخرى»، التي فتحت المجال للأقلام اليسارية، الإسلامية والليبرالية بالكتابة فيها وفتحت ملفات مثيرة، كالاستفتاء الذي أجرته عام 2005 حول شخصية العام، شارك فيه مثقفون وكتاب وسياسيون وانتهى إلى احتلال إدريس بنزكري الذي كان رئيس «هيئة الإنصاف المصالحة» يومها المرتبة الأولى قبل الملك محمد السادس بن الحسن، وهو ما خلق أتعابا سياسية للأسبوعية، كما تناولت ولأول مرة في تاريخ الإعلام المغربي الحياة الشخصية للأميرة للا سلمى على نحو جعلها الجريدة الأسبوعية الأولى وقتها، وقد توقفت قبل سنتين بعد ظهور صحيفة «المساء». وشارك في انطلاقة جريدة المساء مستشار في التحرير، قبل أن يستقيل من منصبه في فبراير 2008.
يوم 19 ماي 2008 قام إصدر من الدار البيضاء يومية «الجريدة الأولى» وأصبح مدير تحريرها.

## إنتقادات
تتثير مقالات علي أنوزلا اهتماما خاصا من طرف مختلف الأوساط السياسية والصحافية نظرا لجرأته في تناول قضايا متعلقة بالملك محمد السادس، كقضية غياب الملك في فرنسا وعن صورته في الإعلام الرسمي. كما ينتقد أنوزلا بشدة تدبير الدولة المغربية لملف النزاع الصحراوي. تتهمه بعض المنابر الورقية والرقمية بين الفينة والأخرى بالارتباط بالمخابرات الجزائرية وبأنه معاد لمغربية الصحراء، كما شنت نائبة بالبرلمان كنزة الغالي، حملة ضده في جلسة برلمانية علنية وعلى شاشة التلفزة متهمة إياه بالخيانة الوطنية.
تعرض أنوزلا لحملة إشاعات كارتباطه بالمخابرات الجزائرية، أو إلقاء القبض عليه بتهمة شيكات بدون رصيد. وإتهم أنوزلا أجهزة الدولة ببث هذه الاشاعات عقابا له على مواقفه ومعالجته الصحافية.، ونفت وزارة الداخلية هذه الإتهامات مؤكدة أن «ترويج الشائعات لا يندرج ضمن مهامها واختصاصاتها المرتبطة بحفظ النظام العام».
في يونيو 2013 استدعت الشرطة القضائية التابعة لولاية أمن الرباط علي انوزلا لقصد التحقيق معه في قضية مرتبطة بالنشر.
يوم 17 سبتمبر 2013 أصدر الوكيل العام للملك لدى محكمة الاستئناف في الرباط بعد حكم القاضي المتخصص في قضايا الإرهاب عبد القادر شنتوف بلاغا حول توقيف علي أنوزلا بتهمة «التحريض على الإرهاب».